# عبد القادر بوعزقي
عبد القادر بوعزقي، من مواليد 18 مارس 1957 بخميس مليانة (الجزائر)، سياسي جزائري، كان يشغل منصب وزير الفلاحة والتنمية الريفية والصيد البحري من 25 مايو 2017 إلى 1 أبريل 2019.

## سيرة
في 26 مايو 2019، في سياق احتجاجات 2019 في الجزائر ، أحيل إلى المحكمة العليا.

## المسار المهني والمهام السياسية
1. والي ولاية برج بوعريريج
2. والي ولاية خنشلة : ( 2001 - 2005 ).
3. والي ولاية باتنة : ( 2005 - 2010 ).
4. والي ولاية تيزي وزو : ( 2010 - 2015 ).
5. والي ولاية البليدة : ( 2015 - 2017 ).
6. وزير الفلاحة والتنمية الريفية والصيد البحري : ( 25 ماي 2017 - 1 أبريل 2019)